# Coelichneumon tricoloripes
Coelichneumon tricoloripes là một loài tò vò trong họ Ichneumonidae.